# Орнбау
Орнбау (нім. Ornbau) — місто в Німеччині, розташоване в землі Баварія. Підпорядковується адміністративному округу Середня Франконія. Входить до складу району Ансбах. Складова частина об'єднання громад Трісдорф.
Площа — 15,16 км2. Населення становить 1653 ос. (станом на 31 грудня 2020).